# Daurischer Ziesel
Der Daurische Ziesel (Spermophilus dauricus) ist eine Hörnchenart aus der Gattung der Ziesel (Spermophilus). Er kommt im südlichen Russland, in der Mongolei und im Norden der Volksrepublik China vor.

## Merkmale
Der Daurische Ziesel erreicht eine Kopf-Rumpf-Länge von etwa 16,5 bis 26,8 Zentimetern bei einem Gewicht von etwa 150 bis 265 Gramm. Der Schwanz wird 4,0 bis 7,5 Zentimeter lang und ist damit wie bei allen Zieseln deutlich kürzer als der restliche Körper. Der Hinterfuß wird 30 bis 39 Millimeter lang, die Ohrlänge beträgt 5 bis 10 Millimeter. Die Art ist relativ klein verglichen mit anderen Zieseln und besitzt einen sehr kurzen Schwanz, der nur etwa ein Fünftel bis maximal ein Drittel der Körpergröße ausmacht. Die Rückenfarbe ist gelblich braun bis rötlich-grau ohne helle Flecken auf dem Rücken. Der Schwanz ist hellgelb gefärbt mit einem deutlichen, schwarz-braunen Band vor dem Schwanzende und einer hellen Schwanzspitze. Um die Augen befindet sich ein heller Augenring, der sich bis zum Ohr ausdehnt. Die Vorderfüße sind oberseits kahl, die Hinterfüße behaart. Das Winterfell der Tiere ist deutlich länger und weicher als das Sommerfell.
| 1 | · | 0 | · | 2 | · | 3 | = 22 |
| 1 | · | 0 | · | 1 | · | 3 | = 22 |

Der Schädel hat eine Gesamtlänge von 42 bis 50 Millimetern. Die Art besitzt wie alle Arten der Gattung im Oberkiefer pro Hälfte einen zu einem Nagezahn ausgebildeten Schneidezahn (Incisivus), dem eine Zahnlücke (Diastema) folgt. Hierauf folgen zwei Prämolare und drei Molare. Im Unterkiefer besitzen die Tiere dagegen nur einen Prämolar. Insgesamt verfügen die Tiere damit über ein Gebiss aus 22 Zähnen. Die Paukenhöhle ist in ihrer Längsachse weiter als in ihrer Querachse. Die Nasenbeine sind am vorderen Ende sehr schmal und das Gaumenbein besitzt hinter den Schneidezähnen keine Aushöhlung.

## Verbreitung
Der Daurische Ziesel kommt im südlichen Russland, der Mongolei und im nördlichen Teil der Volksrepublik China vor. In China ist die Art in den Provinzen Hebei, Peking, Tianjin, Henan, Shandong Jilin, Heilongjiang, Liaoning, Nei Mongol und Shanxi verbreitet.

## Lebensweise
Der Daurische Ziesel ist ein tagaktives Erdhörnchen. Es lebt vor allem in trockenen Steppen und Gebüschlandschaften und wird als typische Art der nördlichen Ränder der Gobi im Grenzbereich der Mongolei zu Sibirien betrachtet. Die Tiere ernähren sich von verschiedenen Pflanzenmaterialien und Samen, sie nutzen auch landwirtschaftlich genutzte Getreidefelder als Nahrungsquelle. Sie sind sozial und leben in eng beieinanderliegenden Kolonien aus einfachen Bauen, die in der Regel einen oder zwei Eingänge haben. Die Tunnel sind in der Regel maximal zwei Meter lang, können in Extremen jedoch auch sechs bis acht Meter Länge erreichen. Das Nest liegt meist in einer Tiefe von etwa 0,5 bis maximal einem Meter, Überwinterungsnester können bis zwei Meter tief liegen.
Die Tiere überwintern mit einem Winterschlaf, wobei die Tiere ihre Körpertemperatur auf bis zu 4,8 °C senken können. Die Fortpflanzungszeit beginnt nach dem Aufwachen im Mai, die Weibchen gebären nach einer Tragzeit von etwa 30 Tagen einen Wurf aus zwei bis neun Jungtieren. Mit etwa zwei Jahren werden die Tiere geschlechtsreif.

## Systematik
Der Daurische Ziesel wird als eigenständige Art innerhalb der Gattung der Ziesel (Spermophilus) eingeordnet, die nach aktuellem Stand nach einer Revision der Gattung aus 15 Arten besteht. Die wissenschaftliche Erstbeschreibung stammt von Johann Friedrich von Brandt aus dem Jahr 1843, der damals in Russland wirkte. Er beschrieb die Art anhand von Individuen aus der Region um den See Torei-Nor in der Transbaikalregion in Russland. Teilweise wurde der Alashan-Ziesel (Spermophilus alashanicus) in diese Art integriert, nach anderen Taxonomien war der Daurische Ziesel eine Unterart des Europäischen Ziesels (Spermophilus citellus). Auf der Basis molekularbiologischer Untersuchung wird ein Schwesterarten-Verhältnis zum Kleinasiatischen Ziesel (Spermophilus xanthoprymnus) angenommen.
Innerhalb der Art werden neben der Nominatform zumeist keine Unterarten unterschieden. Smith & Yan Xie 2009 unterscheiden allerdings für den chinesischen Teil des Verbreitungsgebietes zwei Unterarten: S. d. mongolicus und S. d. ramosus, hinzu kommt die Nominatform S.d. dauricus in Russland.

## Status, Bedrohung und Schutz
Der Daurische Ziesel wird von der International Union for Conservation of Nature and Natural Resources (IUCN) als nicht gefährdet (Least concern) eingeordnet. Begründet wird dies durch das sehr große Verbreitungsgebiet und das häufige Vorkommen der Art, konkrete Bestandsgrößen sind allerdings nicht bekannt. Potenzielle bestandsgefährdende Gefahren für diese Art bestehen nicht.

## Belege
1. 1 2 3 4 5 6 7 8 9  Robert S. Hoffmann, Andrew T. Smith: Daurian Ground Squirrel. In: Andrew T. Smith, Yan Xie: A Guide to the Mammals of China. Princeton University Press, Princeton NJ 2008, ISBN 978-0-691-09984-2, S. 194.
2. 1 2 3 4 5  Richard W. Thorington Jr., John L. Koprowski, Michael A. Steele: Squirrels of the World. Johns Hopkins University Press, Baltimore MD 2012; S. 303–304. ISBN 978-1-4214-0469-1
3. ↑  Robert S. Hoffmann, Andrew T. Smith: Spermophilus. In: Andrew T. Smith, Yan Xie: A Guide to the Mammals of China. Princeton University Press, Princeton NJ 2008, ISBN 978-0-691-09984-2, S. 193.
4. 1 2 3 4 5  Spermophilus dauricus in der Roten Liste gefährdeter Arten der IUCN 2015.1. Eingestellt von: S. Shar, D. Lkhagvasuren, 2008. Abgerufen am 18. Juni 2015.
5. ↑  Kristofer M. Helgen, F. Russell Cole, Lauren E. Helgen, Don E. Wilson: Generic Revision in the holarctic ground squirrels genus Spermophilus. Journal of Mammalogy 90 (2), 2009; S. 270–305. doi:10.1644/07-MAMM-A-309.1
6. 1 2 3 4  Spermophilus dauricus In: Don E. Wilson, DeeAnn M. Reeder (Hrsg.): Mammal Species of the World. A taxonomic and geographic Reference. 2 Bände. 3. Auflage. Johns Hopkins University Press, Baltimore MD 2005, ISBN 0-8018-8221-4.